# Cyclocross-Weltcup St. Wendel

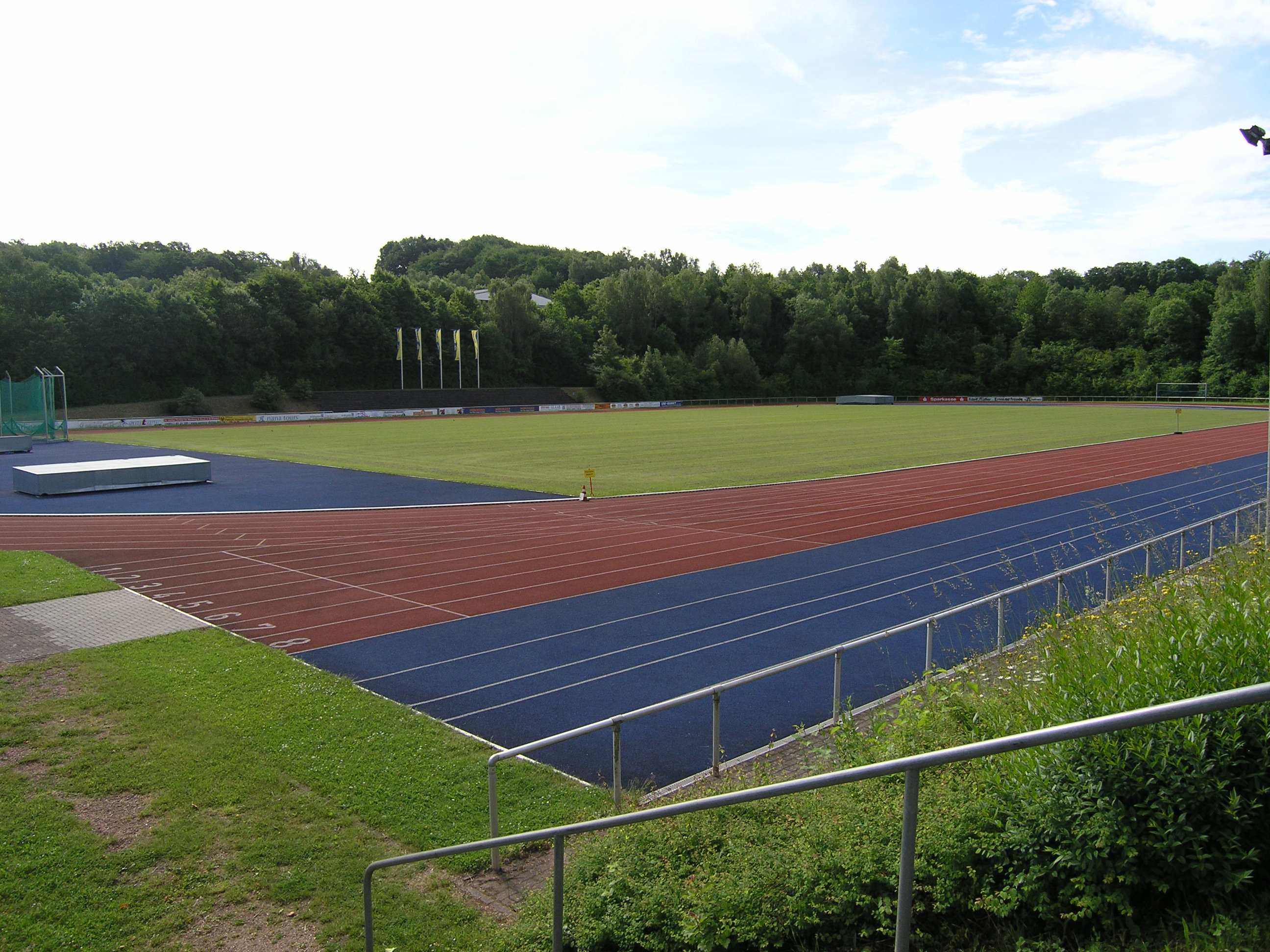
Das Bosenbergstadion war (bei winterlicheren Verhältnissen) Schauplatz des Renngeschehens.

Der Cyclocross-Weltcup St. Wendel war ein kurzlebiges Cyclocrossrennen im saarländischen St. Wendel.

## Geschichte
Nachdem St. Wendel die Organisation der Cyclocross-Weltmeisterschaften 2005 zugesprochen bekommen hatte, wurde 2003 ein Rennen im Rahmen des UCI-Cyclocross-Weltcups organisiert, als Testlauf für die WM. Dieses fand am 16. November rund um das Bosenbachstadion am südöstlichen Ortsrand statt. Es gewannen Hanka Kupfernagel bei den Frauen und Sven Nys bei den Männern.
Auf dem gleichen Parcours, und mit den gleichen Siegern, wurden dann Ende Januar 2005 die Weltmeisterschaften ausgetragen. Erneut diente der Parcours den Cyclocross-Weltmeisterschaften 2011, bei denen Zdeněk Štybar und Marianne Vos das Regenbogentrikot holten.